# Hà Văn Mỹ
Hà Văn Mỹ, chưa rõ năm sinh năm mất, là một chỉ huy trong khởi nghĩa Hương Khê do Phan Đình Phùng lãnh đạo.

## Tiểu sử
Ông là người làng Tiên Điền, huyện Nghi Xuân, tỉnh Hà Tĩnh, vốn là một nho sĩ.
Tháng 5 năm Ất Dậu (tháng 7 năm 1885), cuộc phản công của phe chủ chiến ở Kinh thành Huế thất bại, Phụ chính Tôn Thất Thuyết phải phò vua Hàm Nghi chạy ra Quảng Trị, xuống dụ Cần vương ngày 17 tháng 7 năm 1885.
Ngay sau đó, nhiều quan lại và sĩ phu đã đứng lên hưởng ứng, trong số đó có Tham biện Sơn phòng Hà Tĩnh là Phan Đình Phùng. Biết tin, Hà Văn Mỹ liền đến hợp tác, và trở thành một kiện tướng nổi tiếng đánh Pháp ở vùng ven sông Lam.
Năm 1905, khi viết quyển Việt Nam vong quốc sử, nhà chí sĩ Phan Bội Châu đã kể về Hà Văn Mỹ như sau:
Hà Văn Mỹ, người Hà Tĩnh, (là) thư sinh ứng chiếu. (Ông) âm thầm có tài trí, cải trang trà trộn vào đồn dinh Pháp, làm gián thám cho Nghĩa hội, luôn luôn lấy được quân giới, thuốc đạn ở đồn Pháp đem vào núi, người Pháp không thể hại được. Bị địch bắn bị thương, ông tự bắn vào cổ họng mà chết.
Ông đi đâu cũng mang theo súng ngắn, thề không để tay người Pháp làm bẩn...Mỹ thật đáng thương thay! Nhưng mà là bậc lẫm lẫm liệt liệt nhất trong Nghĩa đảng. Mỹ chết rồi, giặc Pháp lấy làm ân hận không giết được ông, liền cắt đầu ông bêu ra chợ hơn mười ngày. Cái xác trơ còn có tội gì vậy?...
Năm 1913, khi soạn Ngục trung thư, Phan Bội Châu một lần nữa lại nói đến mối quan hệ giữa ông với Hà Văn Mỹ:
...Trong 9 năm ấy tôi (Phan Bội Châu) vẫn lo nghĩ trau dồi lông cánh để một mai bay nhảy vẫy vùng, chứ không hề xao lãng. Tôi thường cùng anh em đồng chí là bọn ông Vương Thúc Quý (người cha khởi nghĩa, đem hương binh chống với Bảo Hộ, sau bị tử nạn) và Hà Văn Mỹ (là một viên kiện tướng bộ hạ của cụ Phan Đình Phùng...), chúng tôi âm mưu với nhau, mỗi năm tới ngày lễ kỷ niệm cộng hòa (14 tháng 7), anh em mật hội đồ đảng ở tỉnh thành Nghệ An, toan bề hãm thành. Song quân lính Bảo Hộ đông đảo, việc phòng bị kiên cố lắm, chúng tôi không thể thành sự...